# UKVZ

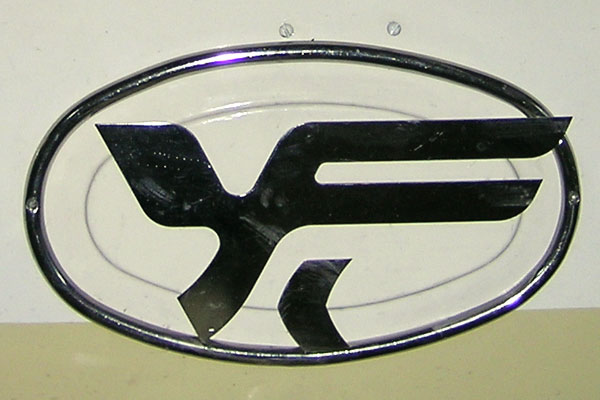

A.O. Ust'-Katavskij Vagonostroitel'nyj zavod (in russo Усть-Катавский вагоностроительный завод?), meglio nota attraverso l'acronimo UKVZ (in russo УКВЗ?), è un'azienda russa attiva nella produzione di tram controllata da Roscosmos.
Fu fondata nel 1758 come ferriera ad Ust'-Katav. La produzione di convogli tranviari inizio nel 1901 con la consegna del primo tram alla città di Tiflis. Tra il 1973 e il 1997 ha gestito la tranvia di Ust'-Katav.